# Complessi monastici armeni in Iran
Complessi monastici armeni in Iran (persiano: مجموعه کلیساهای تاریخی) è il nome dato nel 2008 dall'UNESCO ad un patrimonio dell'umanità situato situato nelle province dell'Azerbaigian occidentale e dell'Azerbaigian orientale in Iran. Il sito comprende tre gruppi di chiese armene che sono state fondate tra il VII e il XVI secolo d.C.
Gli edifici, il Monastero di San Taddeo, il Monastero di Santo Stefano e la Cappella di Dzordzor, hanno subito molti lavori di ristrutturazione. I tre complessi si trovano in un'area totale di 129 ettari e sono luoghi di pellegrinaggio dell'apostolo Taddeo e di Santo Stevano, figure chiave delle tradizioni religiose armene. Rappresentano le ultime vestigia dell'antica cultura armena nella sua periferia sud-orientale. Gli insiemi sono in buono stato di conservazione. Il monastero di San Taddeo, il più antico dei tre, risale addirittura al VII secolo. Secondo l'UNESCO rappresentano un'ottima dimostrazione degli scambi interculturali avvenuti tra le culture bizantina, sira, persiana, ortodossa e islamica.

## Storia
Il popolo armeno è originario degli altopiani armeni, che si estendono nell'Azerbaigian iraniano. L'Armenia si convertì al cristianesimo all'inizio del IV secolo d.C. Una parte della regione fa parte dell'Armenia storica. Alcune delle più antiche cappelle, monasteri e chiese armene del mondo si trovano all'interno di questa regione dell'Iran, e la regione iraniana dell'Azerbaigian in generale ospita le chiese più antiche dell'Iran.
Secondo rapporti non verificati si ritiene che l'apostolo Taddeo sia stato sepolto nel sito del monastero di San Taddeo nel I secolo d.C., e che Gregorio l'Illuminatore sia stato responsabile della fondazione di un monastero qui nel IV secolo.  Tuttavia, ci sono prove documentate che il monastero di San Taddeo risale al VII secolo.  Fu la seconda chiesa armena ad essere costruita, dopo la cattedrale di Etchmiadzin e fu la sede della diocesi nel X secolo. Fu distrutta da un terremoto nel 1319 e fu ricostruita grazie agli sforzi del vescovo Zaccaria negli anni 1320.
Durante il regno della dinastia safavide nel XV secolo, i monasteri furono conservati. Furono poi abbandonati durante il XVI e XVII secolo a seguito di un periodo di attacchi da parte degli ottomani che spinsero molti armeni ad emigrare nell'Iran centrale. Una volta che i Safavidi si stabilirono nella zona, i monasteri furono rioccupati e rinnovati. Tuttavia, durante il XVIII secolo l'area divenne un calderone di conflitti per la dominazione tra gli imperi russo, ottomano e persiano. Quando i persiani finalmente presero il controllo, i monasteri furono danneggiati. Durante l'era Qajar, gli armeni ripresero il controllo sui monasteri che furono ricostruiti. L'attuale monastero di San Taddeo fu ricostruito nel 1814 e ristrutturato negli anni '70.
Allo stesso modo, è documentato che il monastero di Santo Stefano fu fondato per la prima volta nel 649 d.C. e un nuovo edificio costruito nello stesso luogo nel X secolo. È stata una delle principali chiese cristiane durante la storia dell'indipendenza e dello sviluppo armeno. Dopo aver subito danni a causa del terremoto, fu ricostruita dal vescovo Zaccaria nel 1320. Durante tutto il XIV secolo, fu il centro di influenza nella regione per l'opera missionaria cristiana. Questo periodo segnò la creazione di manoscritti letterari e dipinti su temi religiosi. Il monastero fu ricostruito nel periodo dal 1819 al 1825 e divenne di nuovo un centro di attività religiosa.  È stato ristrutturato negli anni '70 e di nuovo nel periodo dal 1983 al 2001.
La Cappella di Dzordzor fu costruita sulla riva del fiume Makuchay a Dzordzor dal vescovo Zaccaria nel 1314 su linee molto modeste, facendo uso delle vestigia di un precedente monumento religioso datato tra il X e il XII secolo. Durante il periodo della dominazione ottomana, alcune parti dell'edificio furono distrutte. In seguito, la cappella fu minacciata di sommersione da una diga proposta e dovette essere spostata in una nuova posizione a monte.

## Architettura
I tre monumenti rappresentano una miscela di stili architettonici delle culture bizantina, persiana, ortodossa orientale, assira, persiana, musulmana e armena. 

### Monastero di San Taddeo

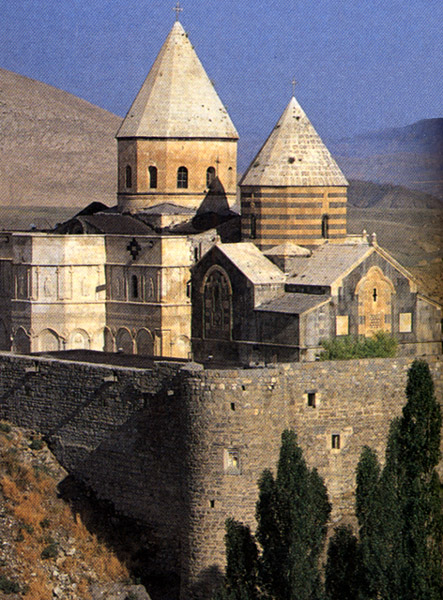
Particolare del Monastero di San Thaddo

L'insieme del Monastero di San Taddeo è diviso in due zone, la prima delle quali copre un'area di 29,85 ettari e comprende quattro cappelle e il monastero stesso. Un muro composto di 64 x 51 metri con torri agli angoli circonda il complesso principale del monastero. Adiacente a questo muro, sono stati costruiti quartieri residenziali per i monaci. Nel cortile interno, le principali strutture religiose si trovano in uno spazio di 41,7 per 23,6 metri. C'è un grande ingresso che è costruito su quattro pilastri. La chiesa principale, la cosiddetta Chiesa Bianca, è costruita su una pianta a croce greca. Ha una cupola a forma di ombrello e un campanile. C'è anche una Chiesa Nera, la parte più antica dell'insieme, anch'essa coronata da una cupola. L'opera d'arte esterna è costituita da una fascia di pietra tagliata di diversi colori, una forma d'arte architettonica armena. L'ornamentazione all'interno è una miscela di temi armeni e persiani. Ci sono anche altre tre cappelle a nord-est del monastero principale. 
La seconda zona si trova a circa 2 chilometri di distanza a sud-est del monastero, occupa un'area di 1,98 ettari ed è la posizione di una quinta cappella, la Cappella di Sandokt. In uno dei due cimiteri adiacenti a questa cappella si trova un sarcofago. 

## Geografia
Queste sono le coordinate ufficiali delle zone che compongono il patrimonio, come riportate sul sito dell'UNESCO.
| Elemento                                              | Coordinate            | Area (ettari) | Area (ettari) |
| Elemento                                              | Coordinate            | Area edifici  | Area totale   |
| ----------------------------------------------------- | --------------------- | ------------- | ------------- |
| Monastero di San Taddeo                               | 39°05′32″N 44°32′40″E | 29,85         | 310,98        |
| Villaggio (insediamento di San Taddeo)                | 39°05′32″N 44°32′40″E | 8,3           | 310,98        |
| Cappella 5 (Sandokht) (insediamento di San Taddeo)    | 39°05′32″N 44°32′40″E | 1,97          | 310,98        |
| Chiesa principale (monastero di Santo Stefano)        | 38°58′44″N 45°28′24″E | 72,05         | 312,79        |
| Cappella di Darresham (insediamento di Santo Stefano) | 38°59′24″N 45°27′08″E | 10,84         | 312,79        |
| Cappella di Chupan (insediamento di Santo Stefano)    | 38°58′31″N 45°34′22″E | 1,17          | 4             |
| Cappella principale (Dzordzor)                        | 39°11′16″N 44°28′34″E | 0,78          | 27,23         |
| Villaggio di Baran (Dzordzor)                         | 39°11′16″N 44°28′34″E | 4,25          | 27,23         |